# Synomera symphonia
Synomera symphonia är en fjärilsart som beskrevs av George Francis Hampson. Synomera symphonia ingår i släktet Synomera och familjen nattflyn. Inga underarter finns listade i Catalogue of Life.